# Idioticon Hamburgense

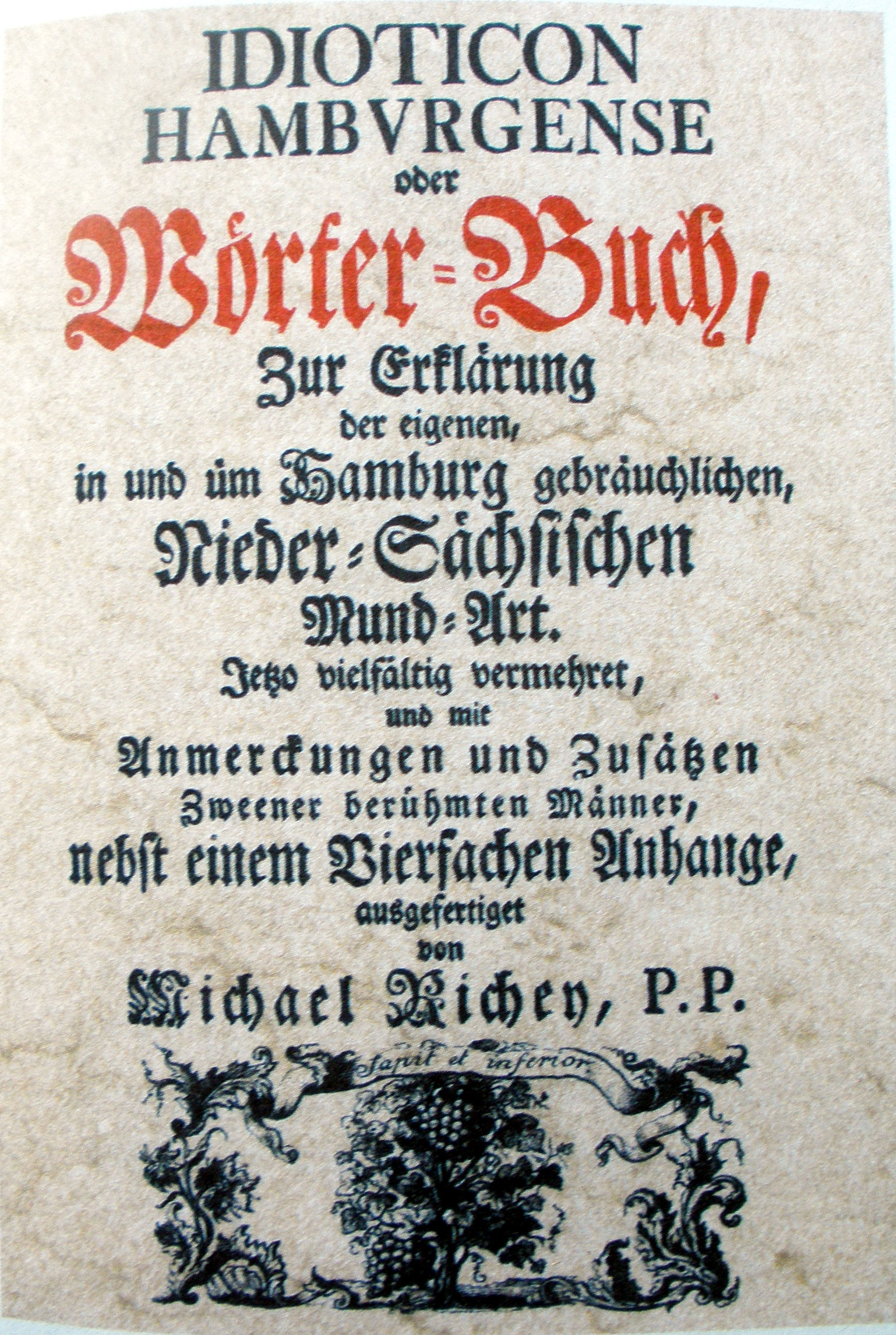
Titel der zweiten Auflage des Idioticon Hamburgense, 1755

Das Idioticon Hamburgense von Michael Richey aus dem Jahr 1743 ist das erste Mundartwörterbuch des hamburgischen Dialekts. Der vollständige Titel lautet: Idioticon hamburgense sive glossarium vocum saxonicarum quae populari nostra dialecto Hamburgi maxime frequantatur; in der 2. Auflage von 1755: Idioticon Hamburgense oder Wörter-Buch, zur Erklärung der eigenen, in und üm Hamburg gebräuchlichen, Nieder-Sächsischen Mund-Art. Jetzo vielfältig vermehret, und mit Anmerckungen und Zusätzen zweener berühmter Männer, nebst einem Vierfachen Anhange, ausgefertiget. Der Hamburger Gelehrte Richey sammelte in jahrelangen Studien „typisch hamburgische Begriffe und Redewendungen aus dem Mund des Volkes“. Auf Anregung Gottfried Wilhelm Leibniz’ veröffentlichte er diese Sammlung als eine Art Lexikon, in dem er den Sinn und Hintergrund der Ausdrücke beschrieb oder sie in die hochdeutsche Sprache übersetzte. 1755 brachte er eine erweiterte zweite Auflage heraus.
Im 19. Jahrhundert fuhr der Bibliothekar und Philologe Christoph Walther (1841–1914) mit der Sammlung fort und hinterließ bei seinem Tod etwa 12.000 handschriftliche Einzelbelege. Die Germanistin Agathe Lasch nahm dieses Konvolut als Grundlage für das von ihr ab 1917 erarbeitete Hamburgische Wörterbuch.

## Werk
- Michaelis Richey: Idioticon Hambvrgense. Sive Glossarium Vocum Saxonicarum Quae Populari Nostra Dialecto Hamburgi Maxime Frequentantur. Conr. König, Hamburg 1743 (Digitalisat).
- Michael Richey: Idioticon Hamburgense. oder Wörter-Buch zur Erklärung der eigenen, in und um Hamburg gebräuchlichen Nieder-Sächsischen Mund-Art. Conrad König, Hamburg 1755 (Digitalisat). oder (Digitalisat)
  - Nachdruck der Auflage von 1755, Kötz Verlag, Hamburg 1975, ISBN 3-920569-07-5